# Patrologia

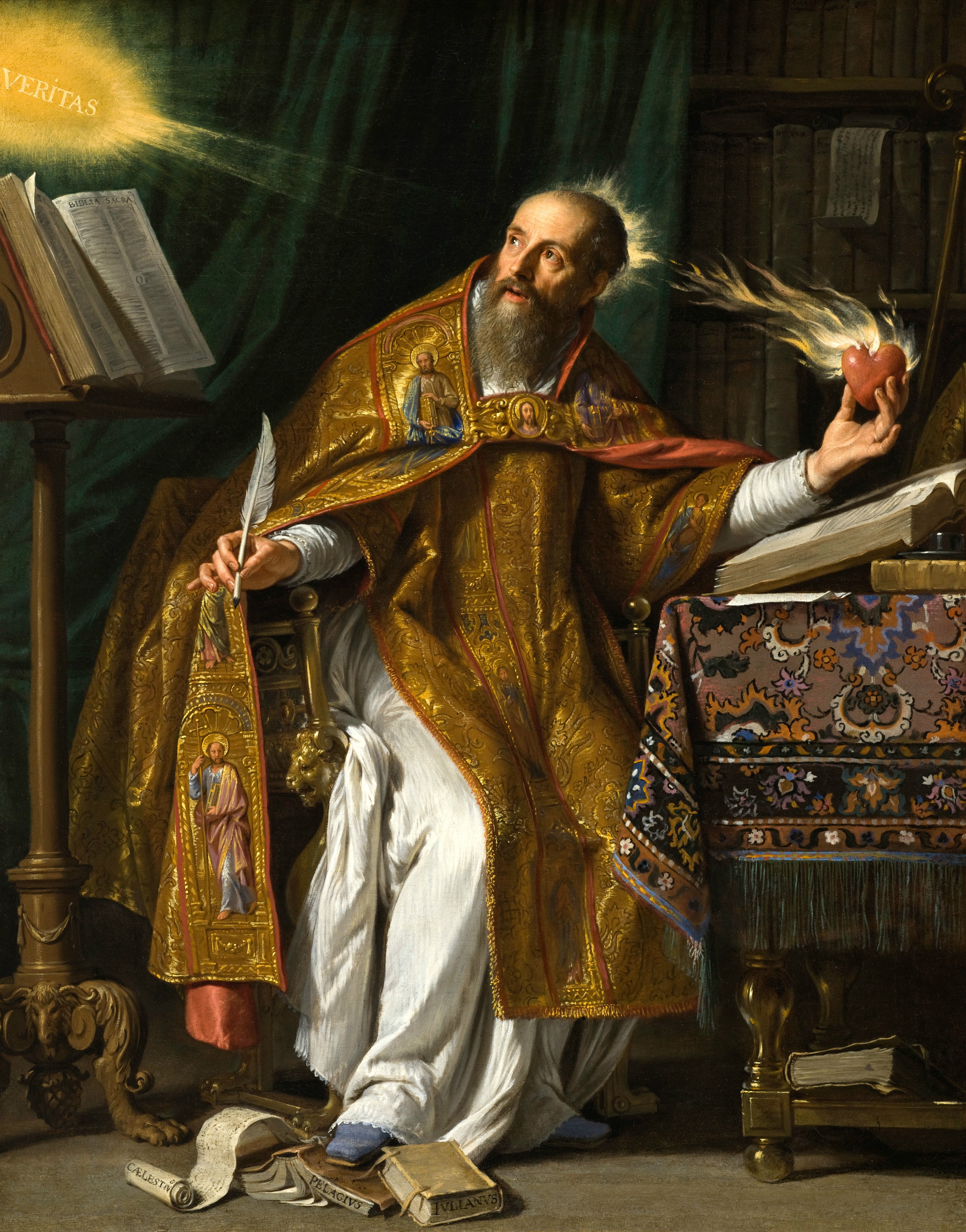
Św. Augustyn

Patrologia (gr. patér + lógos) – nauka Ojców Kościoła, działających w ośmiu pierwszych wiekach. Obejmuje dwa wielkie obszary zagadnień, którymi zajmowali się Ojcowie: o Bogu i o człowieku.
Sam termin patrologia pojawił się w dziele luterańskiego teologa Johanna Gerharda, wydanym w Jenie w 1653 pod tytułem Patrologia sive de primitivae Ecclesiae Christianae Doctorum vita ac lucubrationibus. Ówczesna teologia protestancka dzieliła się na części: biblijną, patrystyczną, scholastyczną, symboliczną i spekulatywną.

## Tło historyczne
W pięciu pierwszych wiekach spotkały się różne tradycje i kultury, Wschód i Zachód, pogaństwo, judaizm i chrześcijaństwo. Niemniej zagadnienia filozoficzne były wszędzie w ogólnym zarysie te same, bo były wyznaczone przez wspólną umysłom postawę religijną i światopogląd obecny w ówczesnej kulturze antyku. Jaki jest stosunek Boga do człowieka i człowieka do Boga, jak świat powstał z Boga i jak może doń powrócić? – aby te zagadnienia sformułować i rozwiązać, połączyły się tradycje grecka i wschodnia. Obok ich rozwiązania gradualistycznego i emanacyjnego chrześcijaństwo wytworzyło własne, którego podstawą były: dualizm na miejsce gradacji i stworzenie na miejsce emanacji. Bóg i człowiek: to były dwa główne przedmioty ówczesnej filozofii.
Z punktu widzenia nauki ówczesnego Kościoła, niektórzy Ojcowie, również będący podatni na różne wpływy zewnętrzne, odchodzili w pewnych kwestiach od nauczania kościelnego, popadając nawet w herezję, przynajmniej w niektórych aspektach głoszonych tez (np. Ariusz, Eunomiusz z Kyziku, Pelagiusz, Nestoriusz, Dioskur, Eutyches). Stąd też w strukturach kościelnych zawsze ostateczne słowo w kwestiach doktrynalnych należało do soborów i synodów. Nie oznacza to, że błądzący pisarze kościelni zostali całkowicie i na zawsze odrzuceni, jednakże w takich przypadkach przedmiotem patrystyki jest ta część ich nauczania, która jest w zgodzie zarówno z pozostałymi Ojcami jak i z oficjalną nauką Kościoła. Po Soborze Watykańskim Drugim niektóre, wcześniej odrzucone, poglądy są na nowo interpretowane przez Kościół, stając się nawet przedmiotem, nie tyle rehabilitacji, ile raczej inspiracji we wciąż rozwijającej się dogmatyce.

## O Bogu

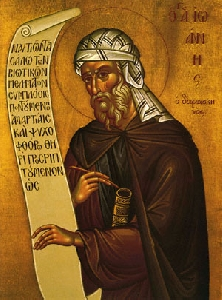
Jan z Damaszku

Wszyscy myśliciele ówcześni skłaniali się do twierdzenia, że Bóg naturalnym sposobem nie jest poznawalny. W systemach hellenistycznych wypowiadane było przekonanie o nadrozumności, a przeto niepoznawalności Boga; wśród chrześcijan zaś ustaliło się przekonanie, że Bóg daje się poznać, ale tylko na drodze objawienia. Powszechne było przekonanie o transcendencji Boga nie tylko epistemologicznej, ale i kosmicznej: jest nie tylko pozarozumowy, ale i pozaświatowy. Przez hellenistycznych filozofów był pojęty jako byt absolutny; u chrześcijan zaś z pojmowaniem Boga jako bytu łączyło się pojmowanie go jako sędziego.
Stosunek Boga do świata. Wśród Greków zmagało się dualistyczne i monistyczne pojmowanie; monistyczna emanacja była ostateczną koncepcją hellenizmu, w chrześcijaństwie zaś zapanowała dualistyczna koncepcja stworzenia. Grecy skłaniali się do przekonania, że świat jest ukształtowany z materii odwiecznej: Ojcowie Kościoła doszli zaś do twierdzenia, że stworzony był z niczego, że ma początek i będzie mieć koniec.
Uznawano powszechnie ogniwa pośrednie między Bogiem a światem; ale dla Greków były to abstrakcyjne hipostazy, dla chrześcijan zaś ogniwem był Chrystus-Logos, Bóg-człowiek; dla tamtych ogniwem był byt przyrodzony, dla tych – nadprzyrodzona istota boska; dla tamtych była to sprawa dedukcji, dla tych – rzecz objawiona.
Pochodzenie zła. W doktrynach, wywodzących wszystko z Boga, wytłumaczenie zła było zadaniem szczególnie doniosłym i trudnym. Filozofowie hellenistyczni wywodzili je na ogół z materii, chrześcijańscy – przeważnie z wolności. Chrześcijanie bronili doskonałości świata, wskazując na negatywność zła, na jego celowość jako środka oczyszczającego i na znaczenie moralne okupionej przezeń wolności człowieka.

## O człowieku
Ogólne pojęcie człowieka było wspólne całej epoce: istotą jego jest dusza, losem – upadek, celem – połączenie z bóstwem. W szczegółach natomiast panowała rozbieżność poglądów, nie tylko między Grekami a chrześcijanami, lecz też wśród samych Greków i samych chrześcijan. Wśród chrześcijan było sporne nawet to, które z własności człowieka należą do jego natury, a które są darem łaski.
Składniki człowieka. Zagadnienie to było dyskutowane we wszystkich obozach. Zmagała się koncepcja dychotomiczna z trychotomiczną, twierdzącą, że poza ciałem i duszą człowiek posiada jeszcze składnik najwyższy: pneumę. Sporna była rola ciała: wśród Greków przeważała doktryna, że nie ma naturalnego związku duszy z ciałem, że ciało jest więzieniem duszy; i wśród chrześcijan utrzymywała się długo, ale ostatecznie została odrzucona.
Że dusza jest niematerialna i nieśmiertelna, to było przekonanie bez mała powszechne; doktryny materialistyczne pojawiały się nawet wśród chrześcijan, ale nigdzie nie przyjęły się. Ale czy dusza nieśmiertelna jest też odwieczna – ta kwestia dzieliła filozofów; Grecy stali na stanowisku preegzystencji, za nimi pogląd ten wyznawał Orygenes i wielu teologów chrześcijańskich IV i V w.; ale w 553 r. został on ostatecznie potępiony przez Kościół. Następnie: greckie systemy emanacyjne skłaniały się ku uznaniu boskości duszy, chrześcijański zaś pogląd głosił, że dusza jest obrazem Boga, ale jest zasadniczo innej natury niż On.
Powrót duszy do Boga był dla wszystkich myślicieli tej epoki właściwym celem czynności ludzkich, poznania, działania, twórczości. Było to naturalne zamknięcie teocentrycznych systemów: wedle nich wszystko poczęło się z Boga i wszystko musi do Boga powrócić.
Takie podłoże metafizyczne dawało sposobność do szczegółowych rozważań filozoficznych, epistemologicznych, psychologicznych, etycznych. Analiza stanów mistycznych odkryła nowe zagadnienia psychologii; uznanie objawienia, oświecenia boskiego, wiary jako warunków poznania stworzyło nowe zagadnienia epistemologiczne; życie oddane Bogu i oczekiwanie łaski – nowe zagadnienia etyczne; dopatrywanie się w zdarzeniach dziejowych zmagania się sił Bożych z ziemskimi skierowało umysły ku rozważaniom nad filozofią historii.

## Pojęcia i terminy
W epoce, która za przedmiot dociekań filozoficznych miała niepoznawalny i niewypowiedzialny absolut, terminologia filozoficzna i teologiczna musiała mieć charakter szczególny: wysilała się, by wypowiedzieć to, co niewypowiedzialne. Czyniła to głównie przez terminy negatywne (do nich należy m.in. termin „absolut") i superlatywne. W epoce tej wymyślone zostały wszelkie sposoby wyrażania transcendencji, wszelkie odmiany i odcienie pojęć oznaczających nadbytowość i nadrozumność; była ona dla epok następnych skarbnicą nazw oznaczających byt nadziemski i poznanie nadprzyrodzone.
Terminy filozoficzne i teologiczne, jakimi posługiwali się chrześcijanie, niewiele różniły się od innych; miały jednak w treści prawie zawsze pewien odcień szczególny. Najbardziej typowym przykładem jest logos.